# قطرس أحمق
القطارس الحمقاء واسمها الشائع بالهولندية mollymawk وتعني «نورس أحمق» (الاسم العلمي: Thalassarche)، مجموعة طيور بحرية متوسطة القد وهي تشكل جنس Thalassarche. أحيانًا تستخدم تسمية مولي مواك Mollymawk لطيور جنس القطارس السخامية. ويقتصر وجود القطارس الحمقاء على مناطق نصف الأرض الجنوبي.